# Abaclia
Abaclia è un comune della Moldavia situato nel distretto di Basarabeasca di 5.519 abitanti al censimento del 2004